# Arahad I
En el universo imaginario de J. R. R. Tolkien y en los apéndices de la novela El Señor de los Anillos, Arahad I es un dúnadan, hijo de Araglas.   

## Historia
Nacido en Rivendel, en el año 2365 de la Tercera Edad del Sol. Su nombre es sindarin y puede traducirse como «rey prudente». A la muerte de su padre en el año 2455 T. E., Arahad se convirtió en el Séptimo Capitán de los Dúnedain del Norte.
Durante su reinado, se termina la Paz Vigilante (en 2450 T. E. y los Orcos, de las Montañas Nubladas, cierran los pasos que conducen a Eriador para garantizar seguridad a Dol Guldur. Construyen moradas secretas en todas las Hithaeglir y preparan un ataque a Gondor que, finalmente se da en el año 2475 T. E., destruyendo Osgiliath. También, para el año 2463 T. E., se crea el Concilio Blanco. 
En el año 2509 T. E., Celebrían, la esposa de Elrond e hija de Galadriel, y su escolta es atacada en el Paso del Cuerno Rojo cuando viajaba a Lothlórien. En el ataque es herida gravemente por una flecha envenenada y es capturada por los Orcos. Sus Hijos Elladan y Elrohir, consiguen rescatarla y llevarla a Rivendel de vuelta. Elrond la cura de su herida pero su corazón ya no quiere permanecer en la Tierra Media. En el año 2510 T. E., parte rumbo a las Tierras Imperecederas. 
Arahad gobernó por 68 años y murió en el año 2523 T. E., con 158 años de vida, y fue sucedido por su hijo Aragost.